# 顾大钊
顾大钊（1958年5月1日—），江苏滨海人，矿山工程与水文地质专家，中国工程院院士。

## 履历[1]
- 1982年,毕业于山东科技大学。
- 1988年,在中国矿业大学获博士学位。
- 1990年至1991年，在澳大利亚新南威尔士大学从事博士后研究。
- 2015年，当选中国工程院院士。